# エイドリアン・マリアッパ
エイドリアン・ジョセフ・マリアッパ（Adrian Joseph Mariappa、1986年10月3日 - ）は、イングランド・ロンドン出身のジャマイカ代表プロサッカー選手。ポジションは、ディフェンダー。

## クラブ経歴
ワトフォードFCの下部組織出身。2005年夏にトップチームに昇格し、フットボールリーグカップ・ノッツ・カウンティFC戦でトップチームデビュー。その後レディングFC、クリスタル・パレスFCを経て、2016年8月にワトフォードに復帰。
2020年11月11日、ブリストル・シティFCに移籍
2021年11月29日、マッカーサーFCに加入。

## 代表歴
マリアッパ自身はイングランドで生まれ育ったが、父親がフィジー出身のためサッカーフィジー代表としてプレーする権利を有していた。また母方の祖父母がジャマイカ出身のため、ジャマイカ代表を選択することも出来た。
2010年末、フィジー代表のトレーニングキャンプに招集された。しかしフィジー代表としてプレーすることはなかった。
最終的にジャマイカ代表の招集に応じ、2012年6月のグアテマラ戦で初キャップを記録した。

### ゴール
| #  | 開催日       | 会場                       | 対戦国     | スコア | 結果 | 試合概要                      | ref    |
| -- | ------------ | -------------------------- | ---------- | ------ | ---- | ----------------------------- | ------ |
| 1. | 2015年9月4日 | インディペンデンス・パーク | ニカラグア | 2–3    | 2–3  | 2018 FIFAワールドカップ・予選 | [ 12 ] |